# Jan Plhal
Jan Plhal (24. března 1908 – ???) byl český a československý politik Komunistické strany Československa a poúnorový poslanec Národního shromáždění ČSR.

## Biografie
Roku 1946 se uvádí jako správce vyšší rolnické školy, předseda okresního národniho výboru a člen místního národního výboru v Poděbradech. Za druhé světové války byl politickým vězněm. Během únorového převratu byl na vyšší rolnické škole v Poděbradech členem tamního Akčního výboru. Na ONV zastával i funkci bezpečnostního referenta. V září 1948 na funkce na ONV rezignoval kvůli zvolení do parlamentu.
Ve volbách roku 1948 byl zvolen do Národního shromáždění za KSČ ve volebním kraji Mladá Boleslav. V parlamentu zasedal do září 1952, kdy rezignoval a nahradil ho Josef Uher.
Jeho odchod z veřejných funkcí souvisel s vnitrostranickým frakčním bojem v rámci procesu se Slánským. Podle vzpomínek pamětníků se z něj stal alkoholik a spáchal sebevraždu oběšením.